# Santuario Shimogamo
Santuario Shimogamo (下鴨神社 Shimogamo-jinja?) es el nombre común para un importante santuario sintoísta que se encuentra en el distrito Shimogamo, dentro del Sakyo-ku de Kioto. No obstante, su nombre formal es Kamo-mioya-jinja (賀茂御祖神社). Este es uno de los más antiguos santuarios sintoístas en Japón y constituye a la vez uno de los diecisiete Monumentos históricos de la antigua Kioto designados como tal por la Unesco por constituir un Patrimonio de la Humanidad. 
El nombre jinja identifica a la familia de los kami, o las deidades que son veneradas. El nombre también hace referencia al ámbito de un bosque cercano santuario, que son vestigios de la antigua selva virgen de la Tadasu no Mori. Además, las referencias de nombre del santuario también son por los primeros habitantes de la zona, el Clan Kamo, muchos de los cuales siguen viviendo cerca del santuario que sus antepasados tradicionalmente han venido sirviendo. El Santuario Shimogamo está dedicado a la veneración de Tamayori-hime (玉依姫; lit., Espíritu acogedor de solteras) y su padre, Kamo Taketsunomi (賀茂建角身). Tamayori-hime es la madre de Kamo Wakeikazuchi (賀茂別雷; el trueno-divisor de Kamo), quien fue engendrado por Honoikazuchi-no-mikoto (火雷神; El Dios del Fuego y los relámpagos).

## Historia
El santuario se convirtió en objeto del patrocinio imperial durante el comienzo del Periodo Heian. El shimogamo, junto con el Santuario Kamigamo, fue designado uno de los dos principales santuarios sintoístas (ichinomiya) de la antigua Provincia de Yamashiro. El término Kamo-jinja en japonés es una referencia general al Santuario Shimogamo y el Santuario Kamigamo, los tradicionalmente asociados a los Santuarios Kamo de Kioto; De los dos, el Shimogamo es el santuario más antiguo, creyéndose que éste es 100 años más antiguo que el Kamigamo, y que data del siglo VI, siglos antes de Kioto se convirtió en la capital de Japón. El Kamo-jinja ejerce la función de proteger Kioto de malas influencias externas.
En el 965, el Emperador Murakami ordenó que mensajeros imperiales fueran enviados para informar de los eventos importantes al guardián Kami. Después de la Restauración Meiji, entre 1871 y 1946, el Shimogamo fue oficialmente designado como uno de los Kanpei-taisha (官幣大社?), lo que significaba que quedaba bajo apoyo del gobierno nipón.

### Visitas imperiales
A lo largo de su historia, este santuario ha sido visitado por varios emperadores:
- 794: El Emperador Kammu vino de visita como parte de una gran marcha.[11]
- 942: El Emperador Suzaku visitó el santuario para ofrecer una ofrenda de agradecimiento por la restauración de la paz.[11]
- 979: El Emperador En'yū decidió que una visita imperial Santuario Iwashimizu también debía estar acompañada otra al Santuario Kamo.[12]
- 1088: El Emperador Horikawa visitó Kamo.[13]
- 1156: El Emperador Go-Shirakawa viajó hasta Kamo.[14]

## Estructuras
La estructura original fue levantada en el 678 durante el reinado del Emperador Tenmu, convirtiéndose en el principal edificio durante el reinado del Emperador Kanmu cuando la capital japonesa fue trasladada de Nara a Heian-kyo.

### Galería

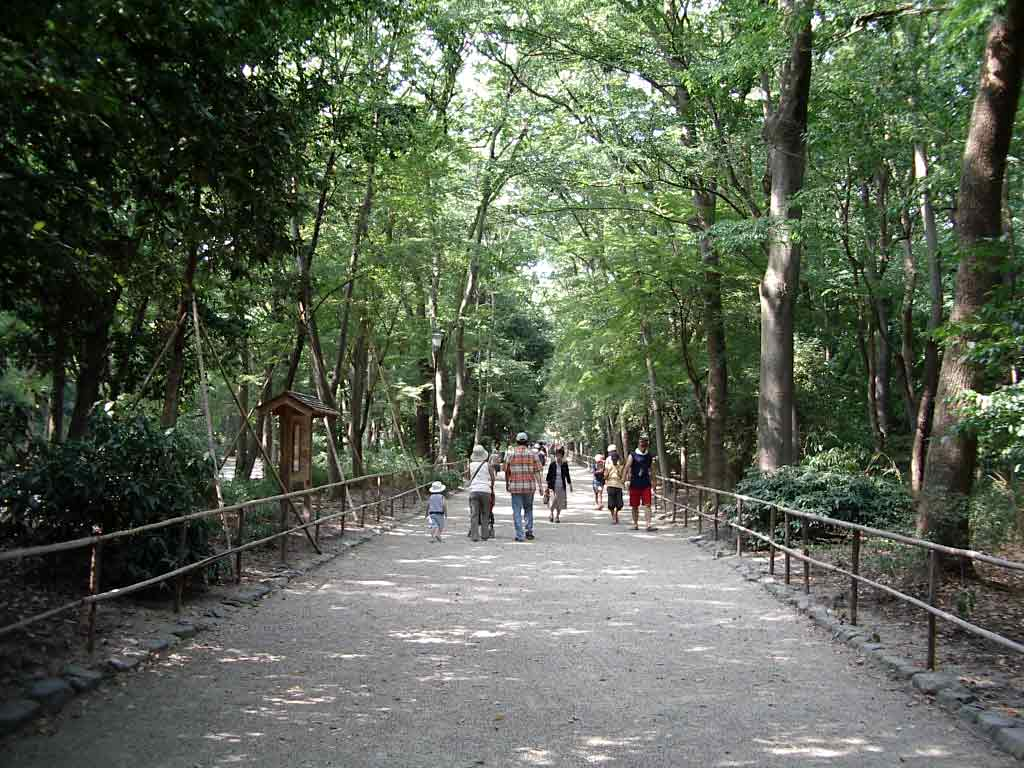
Este camino conduce a través del Tadasu no Mori (el "Bosque donde las mentiras son reveladas").
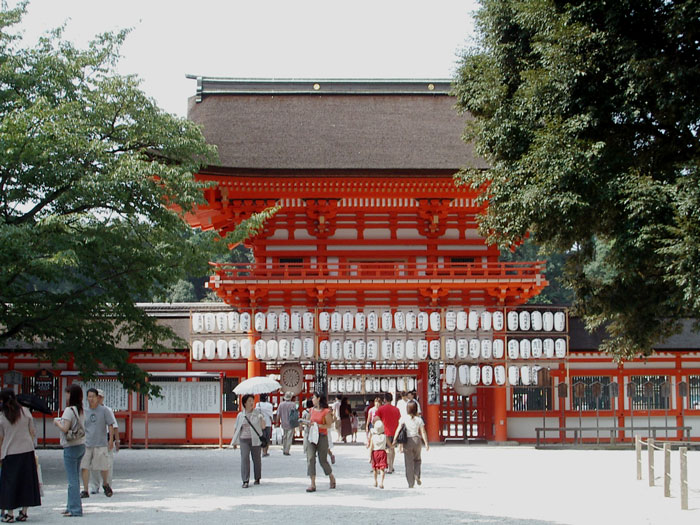
Vista frontal del edificio principal de todo el Santuario.
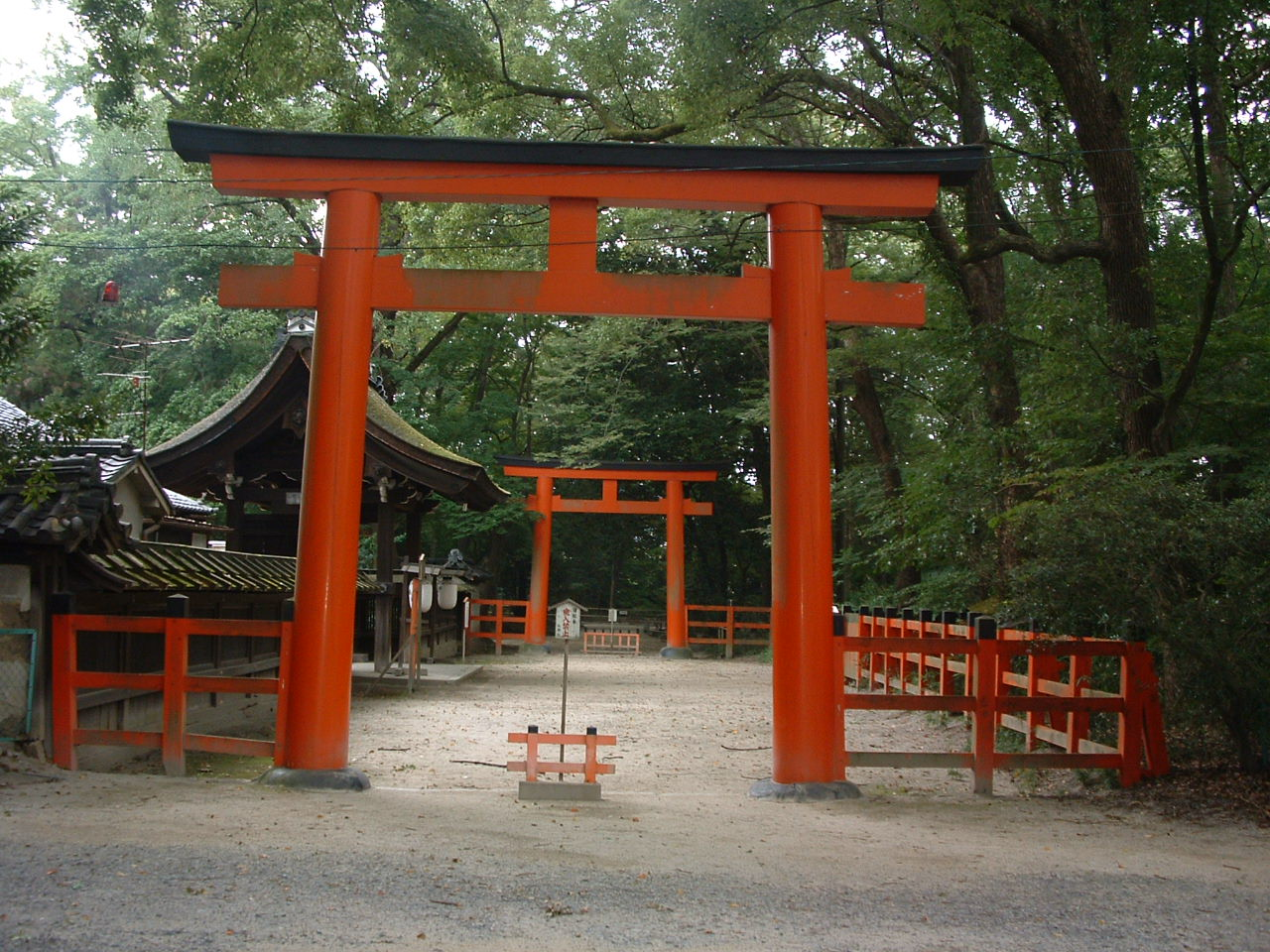
Un par de Torii del Santuario.
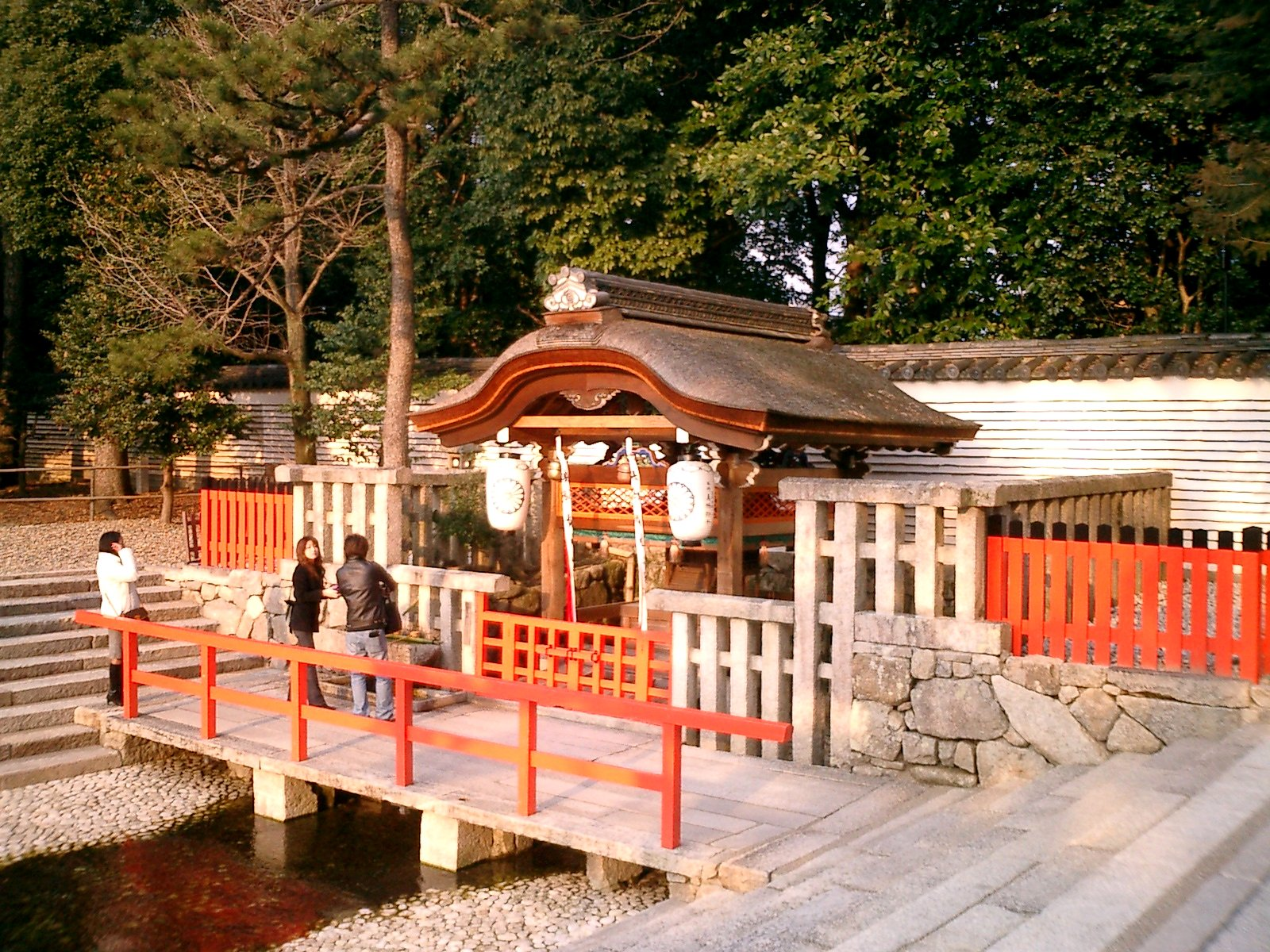
Mitarai-sha.
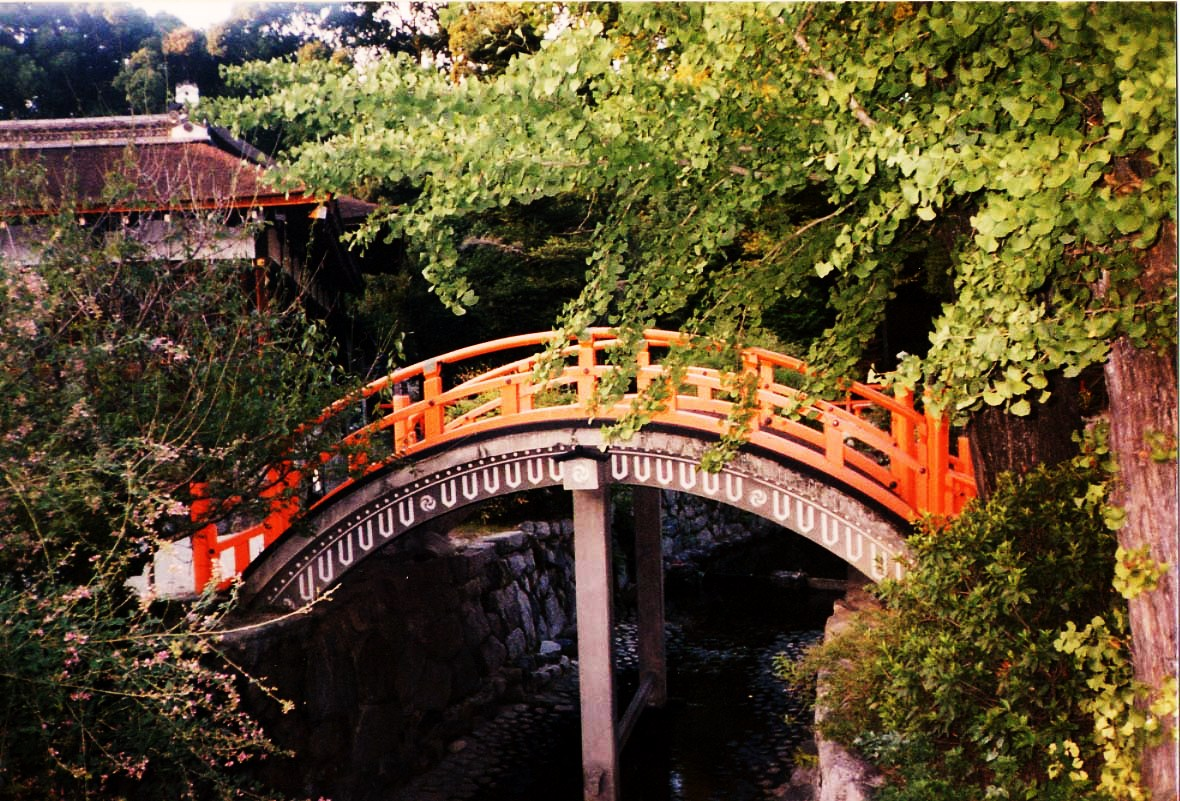
El puente Taikobashi.